# Syzygium myhendrae
Syzygium myhendrae là một loài của thực vật thuộc họ Myrtaceae. Đây là loài đặc hữu của Ấn Độ.